# 130-as busz (Budapest)
A budapesti 130-as jelzésű autóbusz a Puskás Ferenc Stadion metróállomás és Újpalota, Sárfű utca között közlekedik. A viszonylatot a Budapesti Közlekedési Zrt. üzemelteti.

## Története
A korábbi 130-as busz 2007. augusztus 21-étől 130-as jelzéssel közlekedik, a Fogarasi úton gyorsjárati jellege megmaradt, a Stadionoknál a trolibusszal közös megállóban is megállt. 2008. augusztus 21-étől minden az útvonalán található megállóban megáll és csuklós buszok helyett csak szóló buszok közlekednek.

## Útvonala
| Újpalota, Sárfű utca felé |
| Puskás Ferenc Stadion M vá. – Kerepesi út – Fogarasi út – felüljáró – Csömöri út – György utca – Rákospalotai határút – Szentmihályi út – Erdőkerülő utca – Zsókavár utca – Fő tér – Nyírpalota út – Páskomliget utca – Bánkút utca – Szentmihályi út – Újpalota, Sárfű utca vá. |
| Puskás Ferenc Stadion metróállomás felé |
| Újpalota, Sárfű utca vá. – Szentmihályi út – Nyírpalota út – Fő tér – Zsókavár utca – Erdőkerülő utca – Szentmihályi út – Rákospalotai határút – György utca – Csömöri út – felüljáró – Fogarasi út – Kerepesi út – Puskás Ferenc Stadion M vá.                                  |

## Megállóhelyei
| 0  | Puskás Ferenc Stadion M végállomás              | 32 | 95, 195 73, 75, 77, 80 1, 1A 396, 397, 398, 399, 400, 402, 410, 412, 414, 422, 424, 430, 432, 434, 435, 436, 437, 438, 439, 440, 441, 442, 485, 486 1020, 1021, 1024, 1031, 1034, 1037, 1039, 1040, 1044, 1045, 1046, 1049, 1050, 1052, 1053, 1054, 1060, 1063, 1066, 1067, 1068, 1069, 1070, 1075, 1076, 1077, 1078 |
| 3  | Puskás Ferenc Stadion M                         | ∫  | 95, 195 73, 75, 80 1, 1A |
| ∫  | Őrnagy utca                                     | 30 | 95, 195 73, 80 |
| 5  | Várna utca                                      | 28 | 10 80 |
| 5  | Pillangó utca                                   | 27 | 80 |
| 7  | Róna utca                                       | 25 | 80 |
| 8  | Kaffka Margit utca                              | 23 | 80 |
| 9  | Pongrátz Gergely tér                            | 23 | 32 80 3, 62, 62A |
| 11 | Mályva utca                                     | 21 | 80 |
| 12 | Vezér utca / Fogarasi út                        | 20 | 31, 131, 144, 231, 231B 80, 81, 82, 82A |
| 14 | Fischer István utca                             | 19 | 131, 144, 231, 231B 80 |
| 17 | Pálya utca                                      | 16 | 31, 92, 92A, 131, 231, 231B |
| 18 | Rákóczi út (↓) Batthyány utca (↑)               | 15 | 31, 92, 92A, 277 |
| 18 | József utca                                     | 13 | 31, 92, 92A |
| 19 | János utca                                      | 12 | 31, 46, 131, 144, 146 |
| 21 | György utca (↓) Csömöri út (↑)                  | 11 | 31, 46, 131, 144, 146 |
| 21 | Baross utca                                     | 10 | 46 |
| 23 | Gusztáv utca                                    | 10 | 46 |
| 24 | Rákospalotai határút (↓) György utca (↑)        | 9  | 46, 175 |
| 24 | Szentmihályi út (↓) Rákospalotai határút (↑)    | 8  | 46, 131, 175 |
| 27 | Erdőkerülő utca (↓) Szentmihályi út (↑)         | 6  | 46, 96, 146, 175, 196, 196A, 296, 296A |
| 27 | Erdőkerülő utca 28. (↓) Erdőkerülő utca 27. (↑) | 5  | 46, 96, 146, 196, 196A, 296, 296A |
| 29 | Zsókavár utca (↓) Erdőkerülő utca (↑)           | 4  | 46, 96, 146, 196, 196A, 296, 296A 69 |
| 30 | Fő tér                                          | 3  | 7, 7E, 8E, 46, 96, 108E, 133E, 146, 196, 196A, 296, 296A 69 |
| 31 | Vásárcsarnok                                    | 1  | 7, 7E, 8E, 46, 96, 108E, 133E, 146, 196, 196A, 296, 296A 69 |
| 32 | Sárfű utca                                      | ∫  | 96, 196, 196A, 296, 296A 69 |
| 33 | Bánkút utca                                     | ∫  | 96, 196, 196A, 296, 296A |
| 35 | Rákospalotai köztemető                          | ∫  | 196, 196A, 231, 231B |
| ∫  | Nyírpalota út                                   | 0  | 7, 7E, 8E, 46, 108E, 133E, 146 |
| 37 | Újpalota, Sárfű utca végállomás                 | 0  | |

## Képgaléria

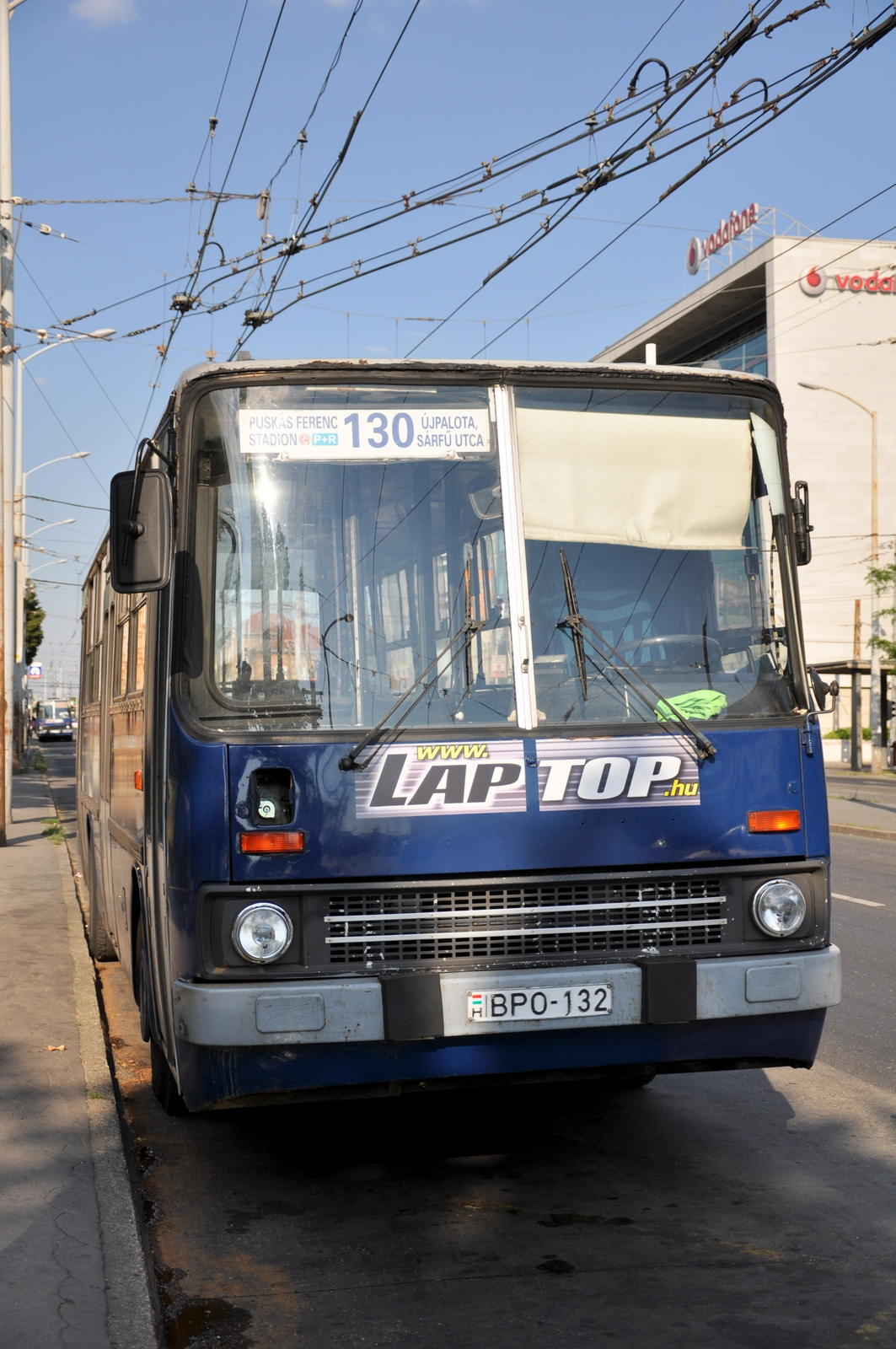
Ikarus 260
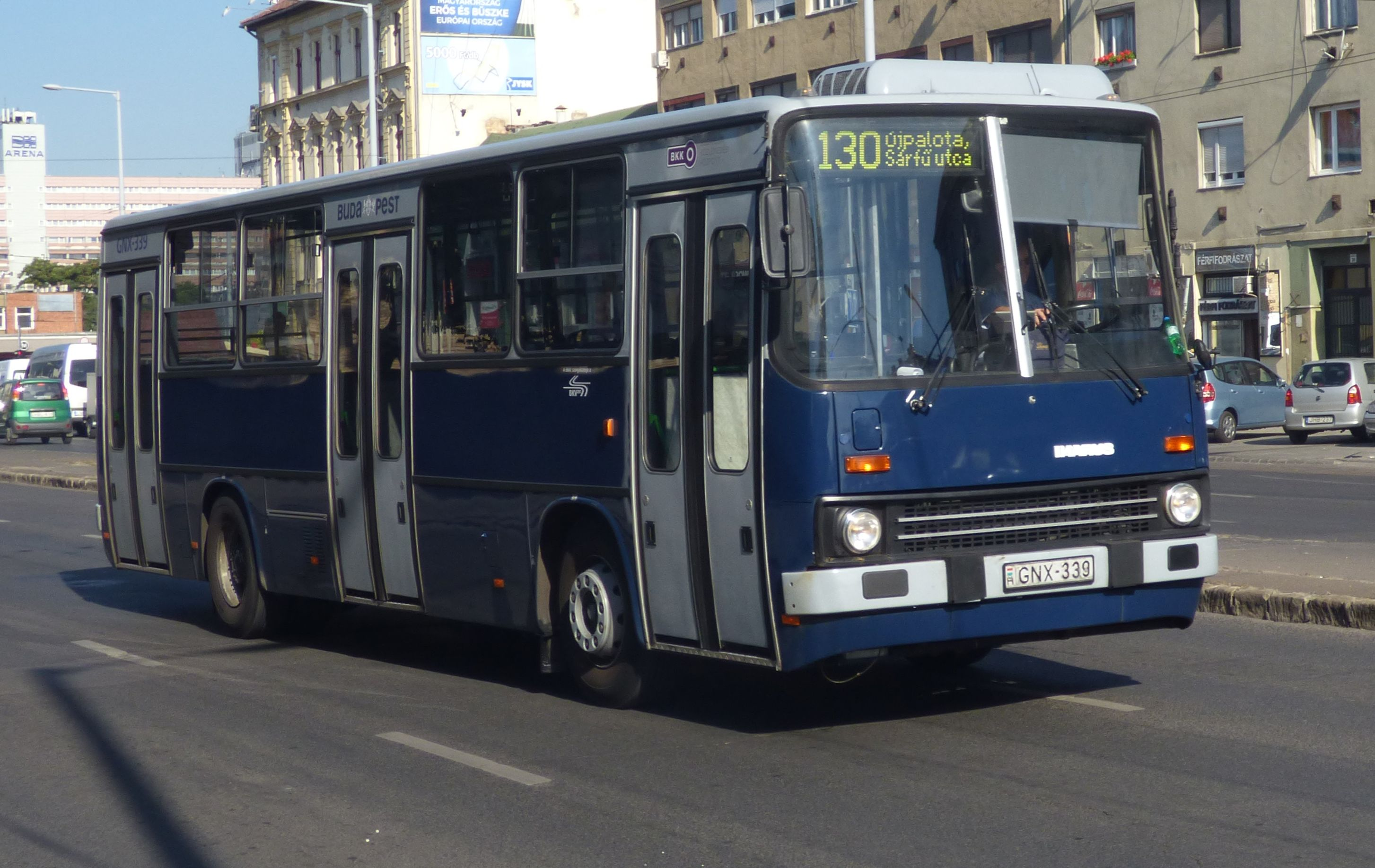
Ikarus 260
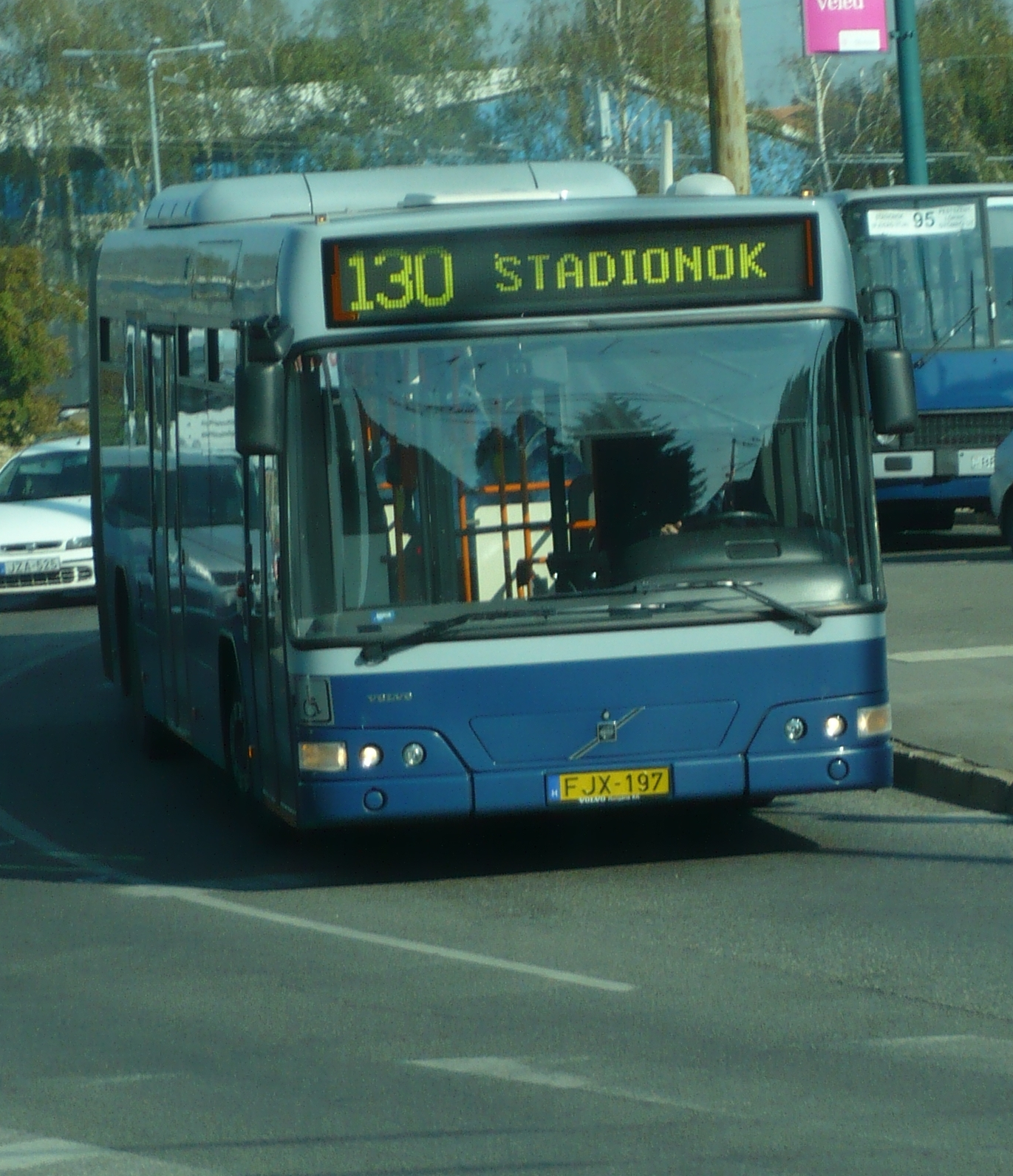
Volvo 7700A